# Proseč (Kámen)
Proseč (německy Prosetsch) je malá vesnice, část obce Kámen v okrese Havlíčkův Brod. Nachází se asi 2 km na sever od Kamene. V roce 2009 zde bylo evidováno 29 adres. V roce 2001 zde trvale žilo 37 obyvatel.
Proseč leží v katastrálním území Proseč u Kamene o rozloze 2,92 km2.

## Další fotografie

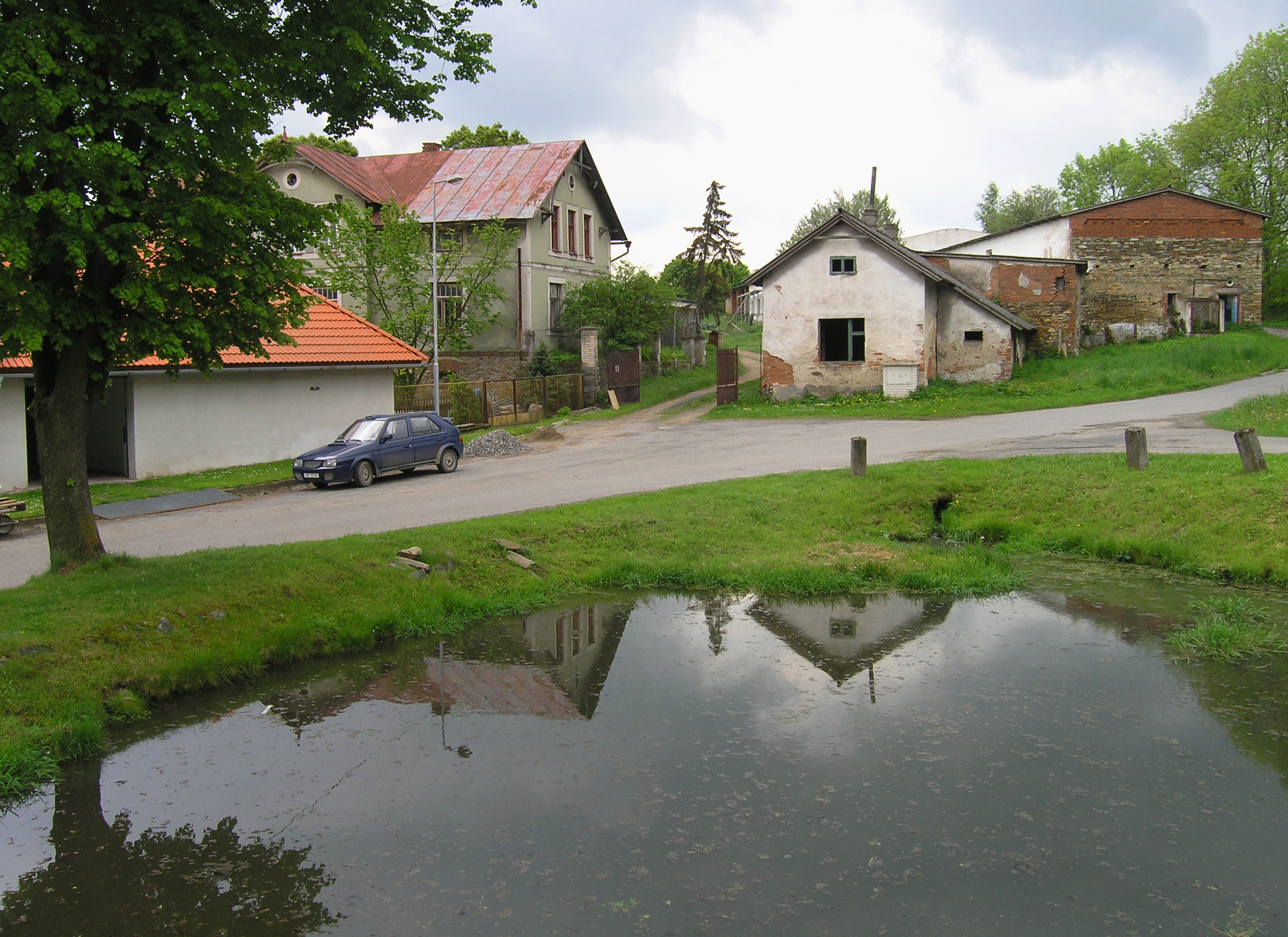
Okolí horního rybníka
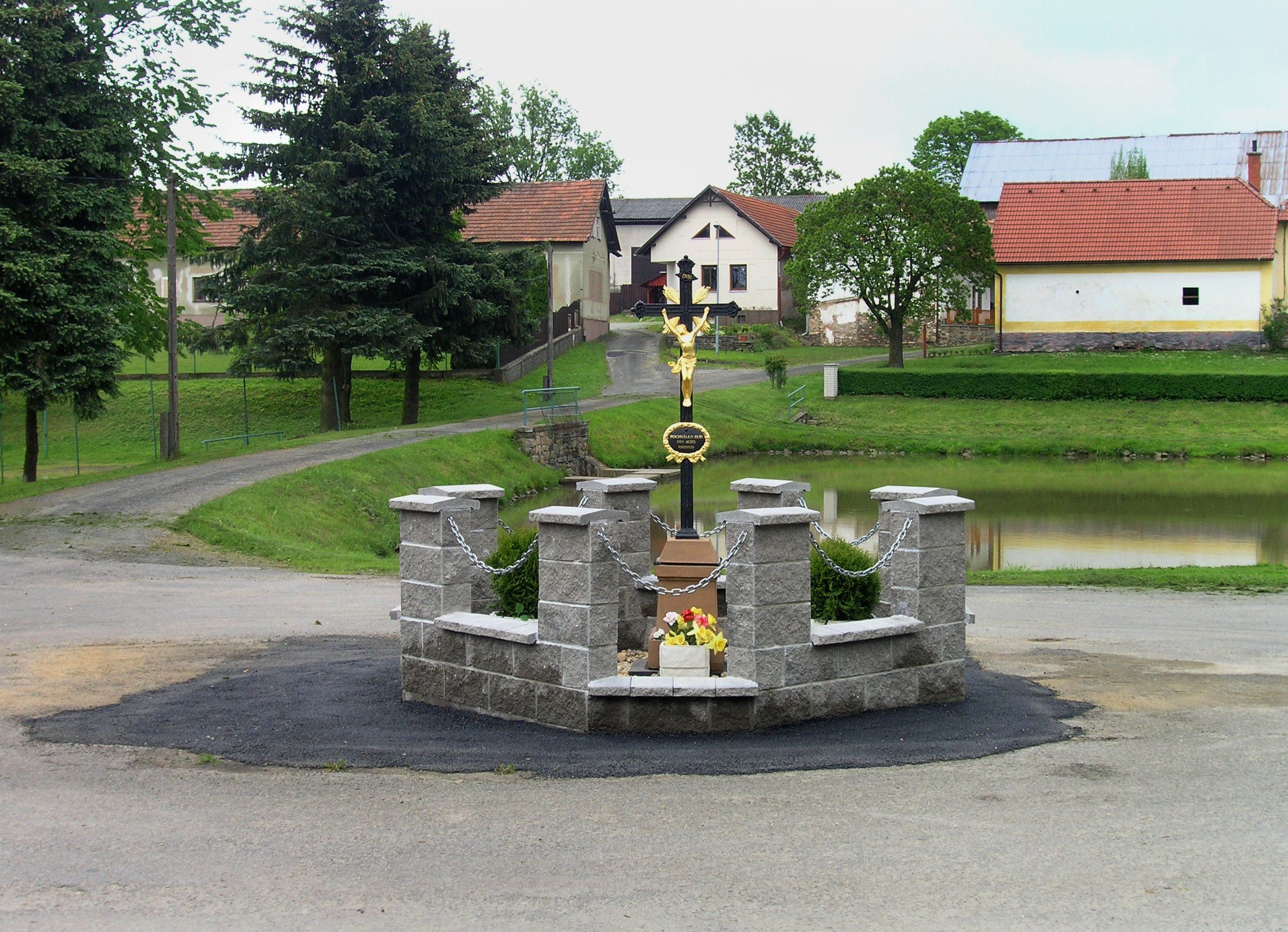
Křížek na návsi